# Patrimonio natural de la Unión Europea
La Unión Europea (UE) tiene en su territorio un amplio patrimonio natural. Muchos lugares están reconocidos como Patrimonio de la Humanidad: Bienes naturales según la Unesco.

## Década de los 70

### Desde 1976
| Bien inscrito                    | Año  | Categoría              | Estado  |
| -------------------------------- | ---- | ---------------------- | ------- |
| Babia Gora Lago Lugano Slowinski | 1976 | Reserva de la biosfera | Polonia |

### Desde 1977
| Bien inscrito | Año  | Categoría              | Estado                                                             |
| --- | ---- | ---------------------- | ------------------------------------------------------------------ |
| Gurgler Kamm Lobau Gossenköllesee Lago Neusiedler Noreste de Groenlandia Slovenský Kras Sierra de Grazalema Ordesa-Viñamala Camargue Valle del Fango Atolón de Taiaro Circeo Collemeluccio-Montedimezzo Krivoklátsko Trebon Basin | 1977 | Reserva de la biosfera | Austria Dinamarca Eslovaquia España Francia Italia República Checa |

### Desde 1978
| Bien inscrito | Año  | Categoría              | Estado |
| ------------- | ---- | ---------------------- | ------ |
| Montseny      | 1978 | Reserva de la biosfera | España |

### Desde 1979
| Bien inscrito                                                                                          | Año  | Categoría                                               | Estado                  |
| --- | ---- | ------------------------------------------------------- | ----------------------- |
| Elba Bosque de Vessertal-Turingia Lago Fertö Hortobágy Kiskunság Cuevas cársticas de Aggetlek Miramare | 1979 | Reserva de la biosfera RB* y PH* Reserva de la biosfera | Alemania Hungría Italia |

## Década de los 80

### Desde 1980
| Bien inscrito                                 | Año  | Categoría                                               | Estado         |
| --------------------------------------------- | ---- | ------------------------------------------------------- | -------------- |
| Mancha Húmeda Parque nacional de Doñana Pilis | 1980 | Reserva de la biosfera RB* y PH* Reserva de la biosfera | España Hungría |

### Desde 1981
| Bien inscrito                                                      | Año  | Categoría              | Estado                           |
| ------------------------------------------------------------------ | ---- | ---------------------- | -------------------------------- |
| Bosque de Baviera Monte Olimpo North Bull Island Paúl de Boquilobo | 1981 | Reserva de la biosfera | Alemania Grecia Irlanda Portugal |

### Desde 1982
| Bien inscrito | Año  | Categoría              | Estado  |
| ------------- | ---- | ---------------------- | ------- |
| Killarney     | 1982 | Reserva de la biosfera | Irlanda |

### Desde 1983
| Bien inscrito | Año  | Categoría              | Estado         |
| --- | ---- | ---------------------- | -------------- |
| Sierra de Cazorla Sierra de Segura Sierra de Las Villas La Palma Marismas del Odiel Calanques de Piana Scandola Cabo Girolata Cabo Porto | 1983 | Reserva de la biosfera | España Francia |

### Desde 1984
| Bien inscrito     | Año  | Categoría              | Estado         |
| ----------------- | ---- | ---------------------- | -------------- |
| Urdaibai Cévennes | 1984 | Reserva de la biosfera | España Francia |

### Desde 1985
No se amplió el patrimonio natural de la Unión Europea.

### Desde 1986
| Bien inscrito                                               | Año  | Categoría                                                         | Estado                                     |
| ----------------------------------------------------------- | ---- | ----------------------------------------------------------------- | ------------------------------------------ |
| Garajonay Sierra Nevada Cuevas de Skocjan Palava Lago Torne | 1986 | PN* y PH* Reserva de la biosfera PN* y RH* Reserva de la biosfera | España Eslovenia R. Checa y Polonia Suecia |

### Desde 1987
Este año no se amplió el patrimonio natural de la UE.

### Desde 1988
| Bien inscrito               | Año  | Categoría              | Estado                     |
| --------------------------- | ---- | ---------------------- | -------------------------- |
| Mar de Iroise Mar de Frisia | 1988 | Reserva de la biosfera | Francia P.Bajos y Alemania |

- Datos: Q6066899